# 大虎山站
大虎山站位于中华人民共和国辽宁省锦州市黑山县大虎山镇，经过铁路有沈山铁路与大郑铁路，在沈山线上行方向距山海关站290公里，下行方向距沈阳站136公里，在大郑线下行方向距双辽站370公里。车站为中国铁路沈阳局集团锦州车务段管辖的二等站，办理客运业务，货运仅办理专用线、专用铁路货运作业。

## 历史

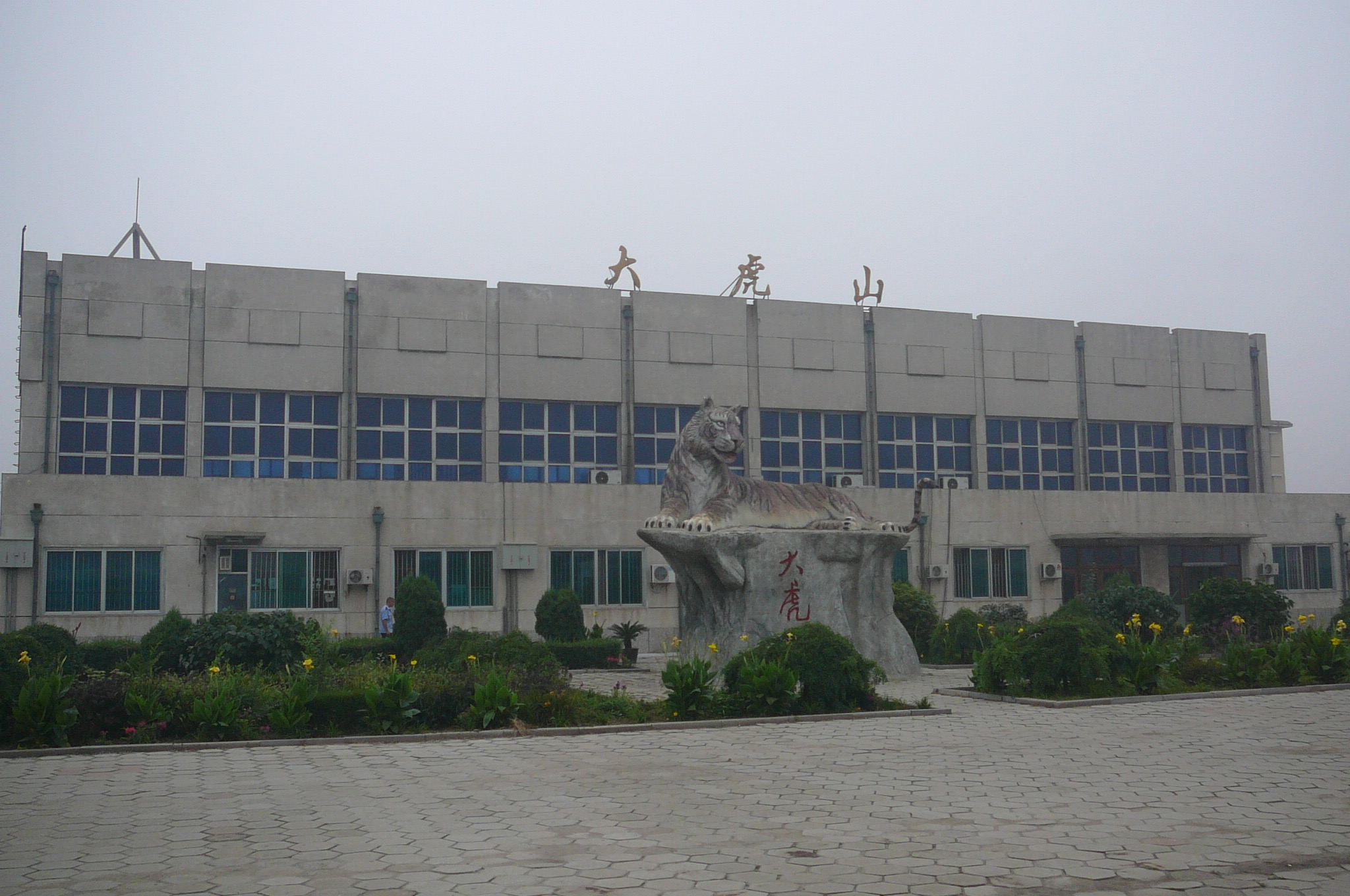
改造前的大虎山站站房（2010年9月）

大虎山站原名打虎山站，随关内外铁路建于1900年7月，最初站址位于今大虎山百货商店处，设有3条到发线和2条货物线。1925年修建大郑铁路，车站西迁至现址，设有京奉站台和大郑站台各1个。1936年在南站台修建第二站台并设立跨线天桥:218。
1956年铁路部门再次对车站进行改造，至1966年车站建成第3站台及大郑上行线:218。
车站曾为二等站，后因大郑线运输量减少、蒸汽机车退役、列车提速和客运铁路专线开通等原因而转为铁路三等站。后来由于黑山、大虎山、黑山庞河产业开发区的两成一区同城化发展，大郑铁路的复线和鞍台大铁路的规划建设等原因，大虎山站交通枢纽地位日益重要，又恢复二等站。
2012年铁路部门对车站进行改扩建工程。

## 车站结构
大虎山站设有8条到发线（含2条沈山正线和1条大郑正线）和7条编组线，设有3座旅客站台:218。设有通往中央储备粮黑山直属库和黑山县大润荣扬工贸物流的专用线。此外车站还驻有原大虎山机务段和工务段等单位。